# راک‌گپ (ویرجینیای غربی)
راک‌گپ (به انگلیسی: Rock Gap) یک منطقهٔ مسکونی در ایالات متحده آمریکا است که در شهرستان مورگان، ویرجینیای غربی واقع شده‌است.